# Bzince pod Javorinou
Bzince pod Javorinou jsou obec na Slovensku v okrese Nové Mesto nad Váhom. Žije zde přibližně 2 100 obyvatel.

## Poloha
Obec leží v podhůří Bílých Karpat na soutoku řeky Kamečnice a přítoku Vrzavky, asi 6 km severozápadně od Nového Mesta nad Váhom. Samotná obec je situována na úpatí masívu Salašiek (588 m). V katastru obce se nachází nejvyšší vrchol Bílých Karpat Velká Javořina s nadmořskou výškou 970 m n/m.
V blízkosti obce se nachází známý Čachtický hrad, který sloužil jako sídlo hraběnky Alžběty Báthoryové.

## Části obce
- Bzince
- Cetuna
- Hrušové

## Historie
První písemná zmínka o obci pochází z roku 1332, avšak asi okolo roku 1215 zde byl postaven kostel svatého Michala, tento údaj však není písemně doložený, takže se o něm může jen spekulovat.

## Osobnosti
V místní části Cetuna zemřel 27. února 1945 Miloš Uher, partyzánský velitel.

### Slavní rodáci
- Ľudmila Podjavorinská – slovenská spisovatelka

### Galerie

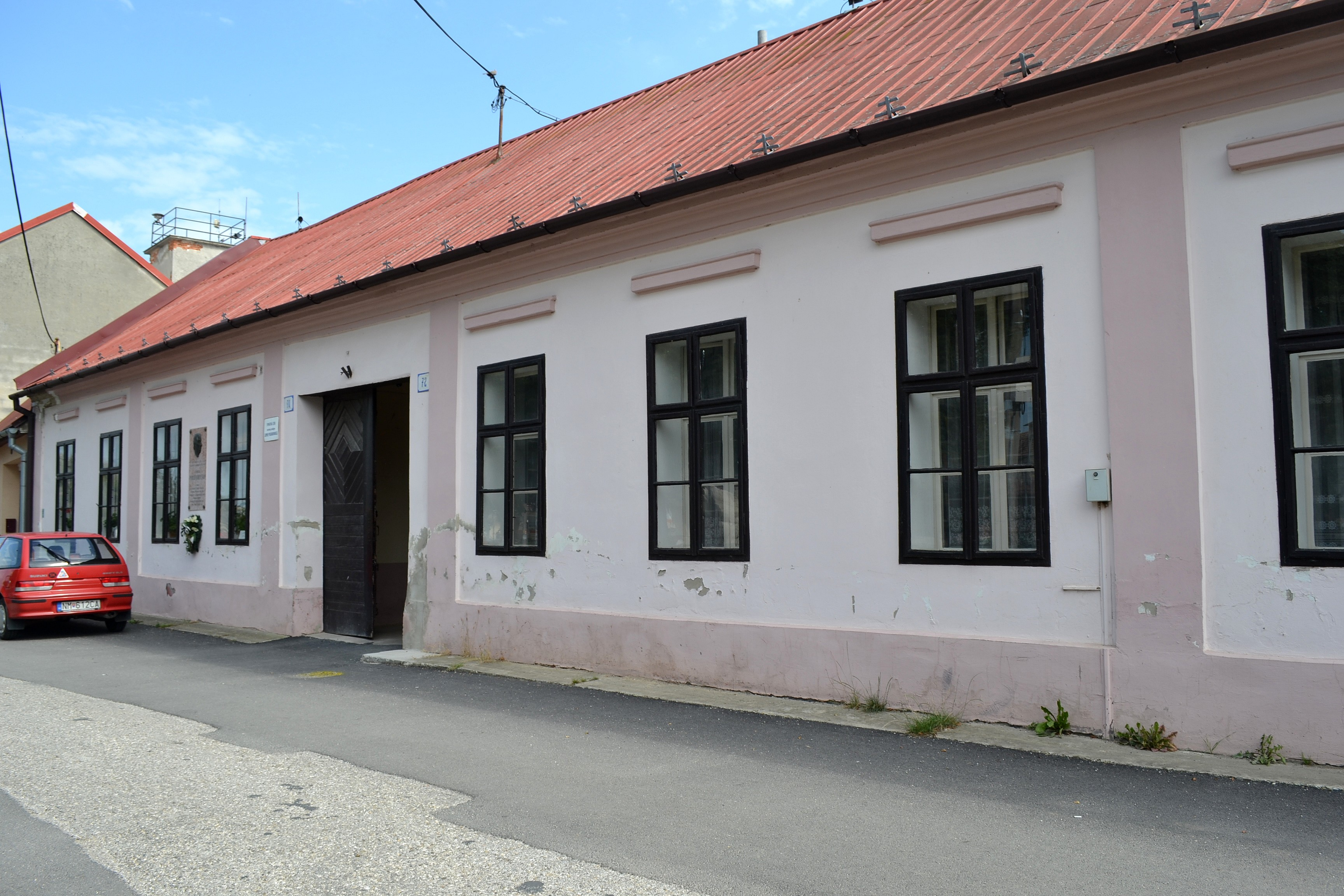
Rodný dům spisovatelky Podjavorinské
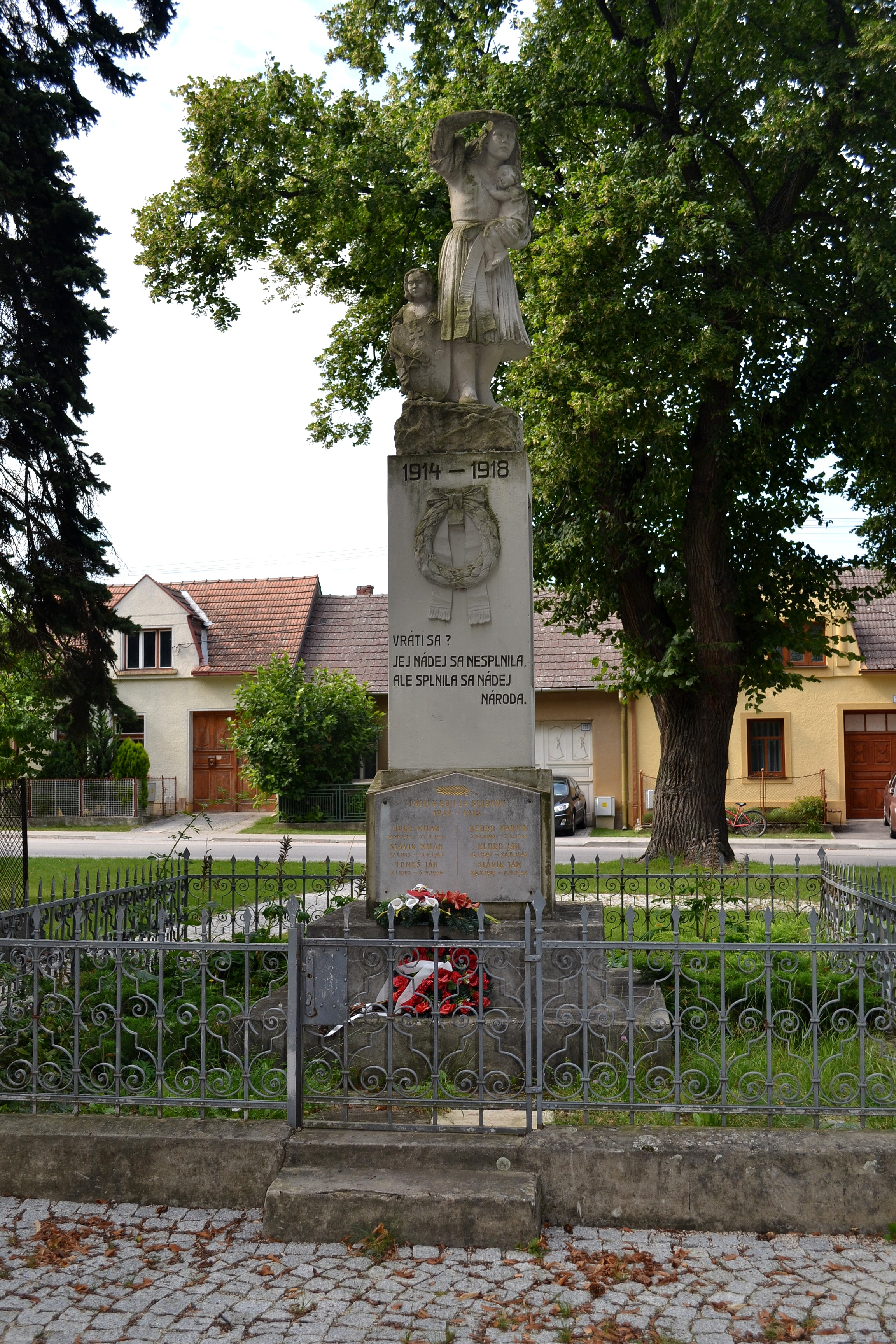
Památník
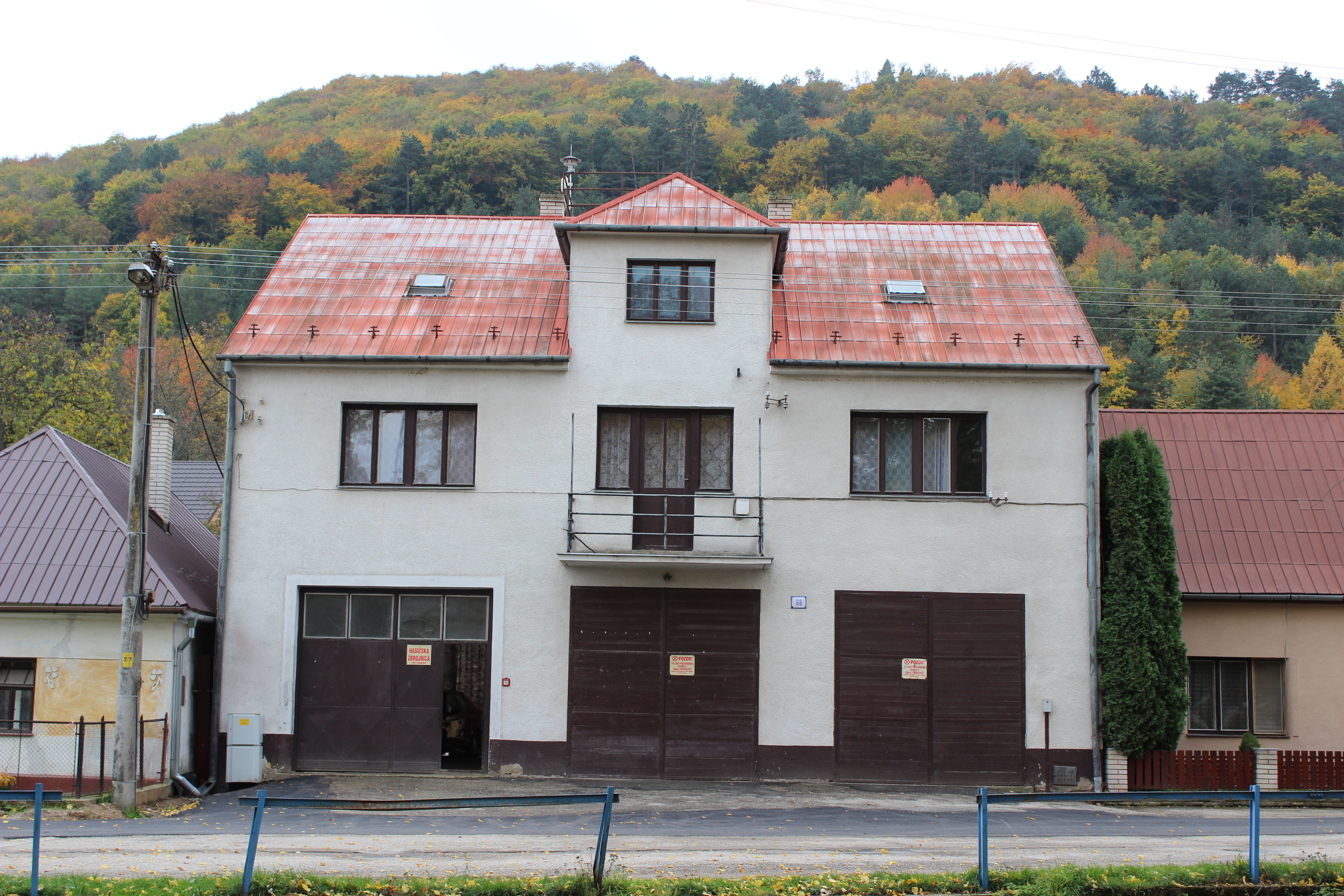
Hasičská zbrojnice
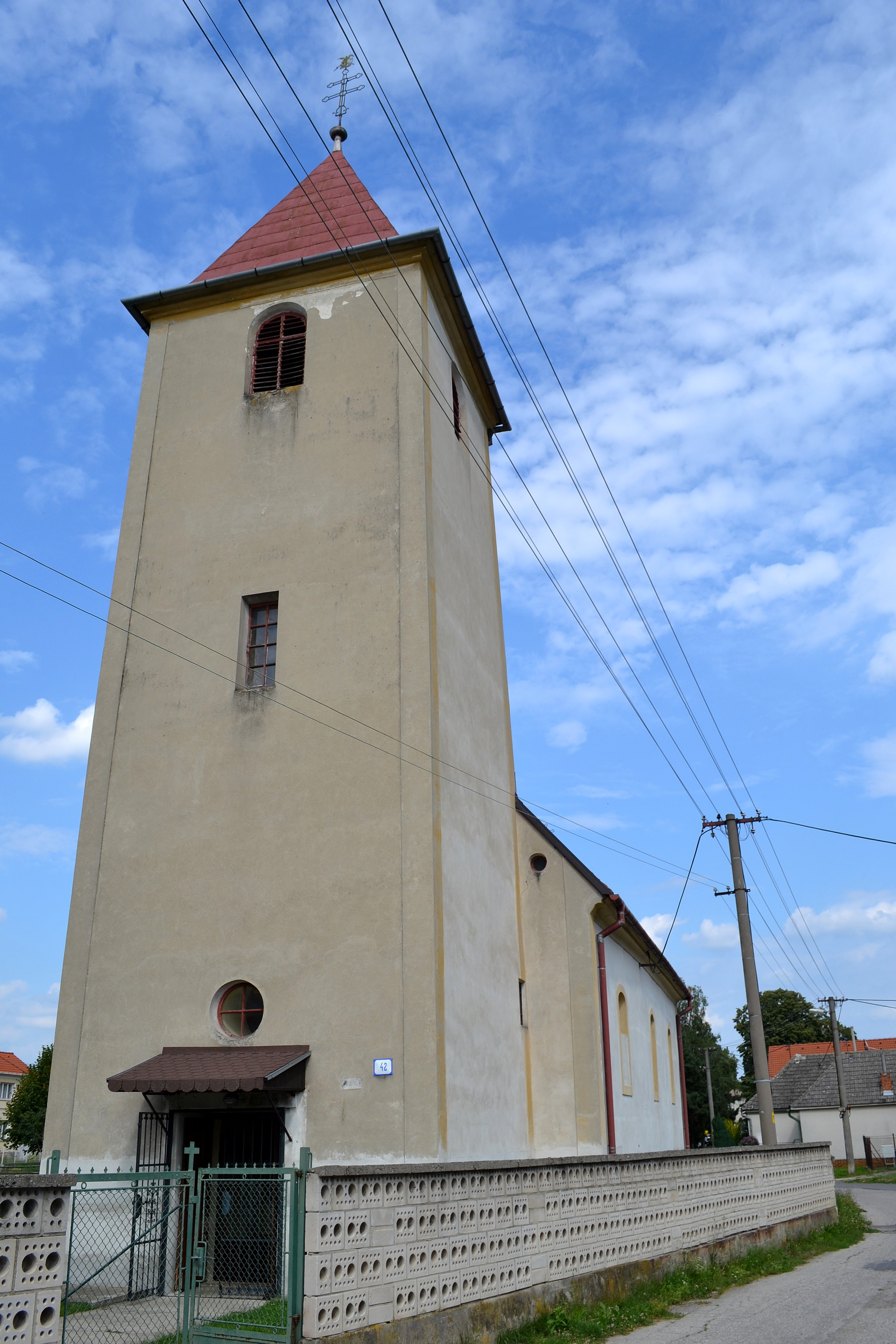
Kostel od jihozápadu
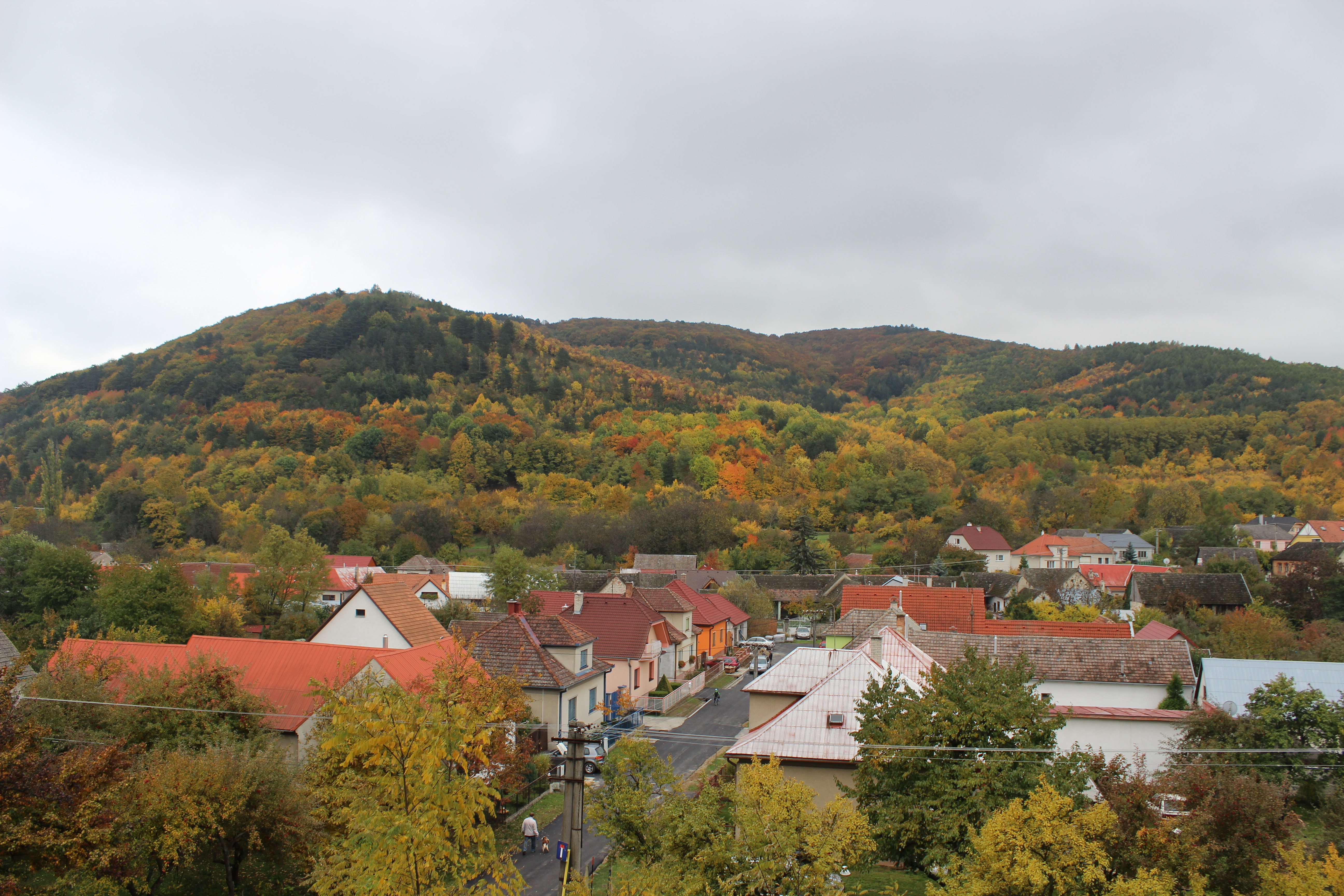
Celkový pohled na obec
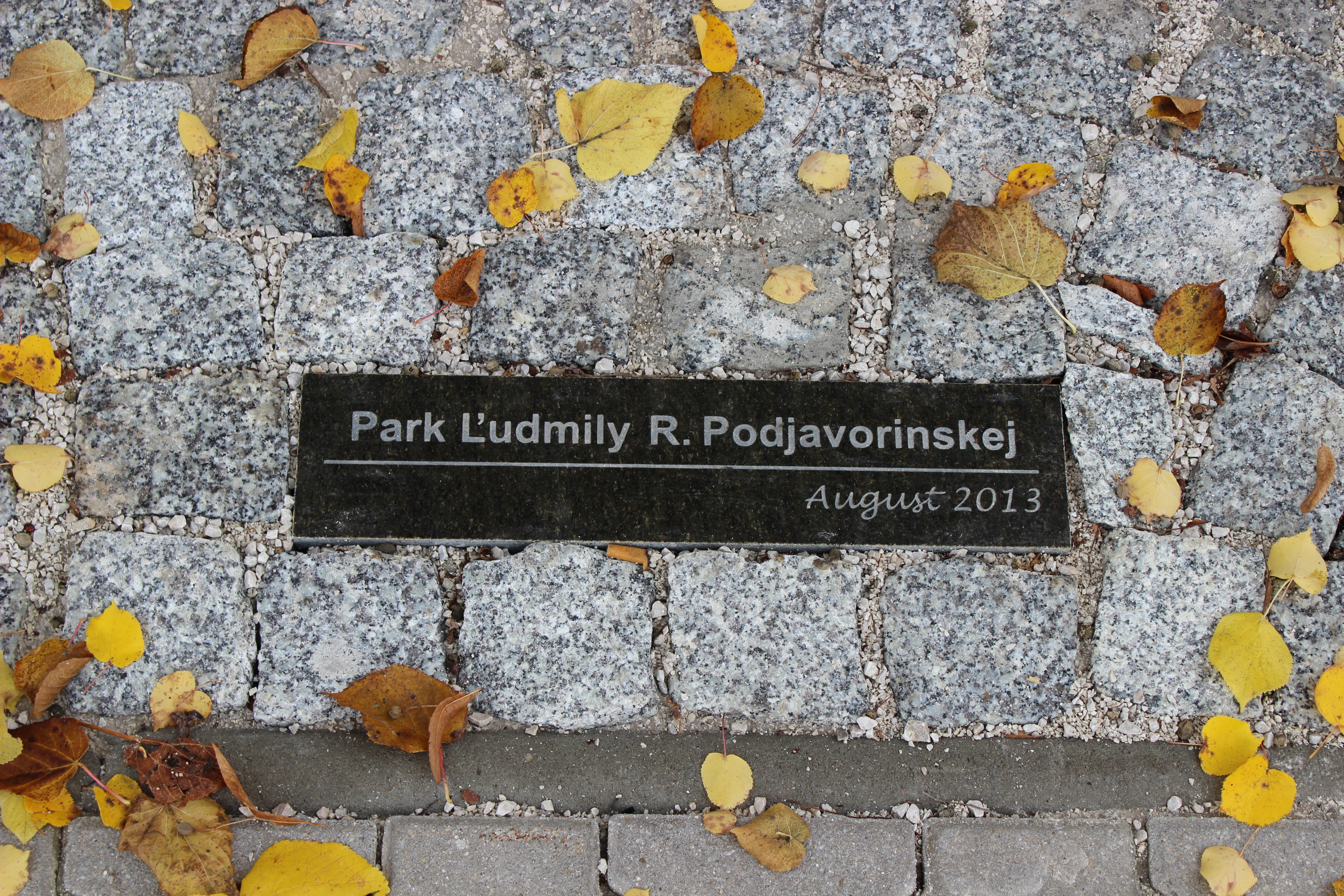
Park spisovatelky L. Podjavorinské
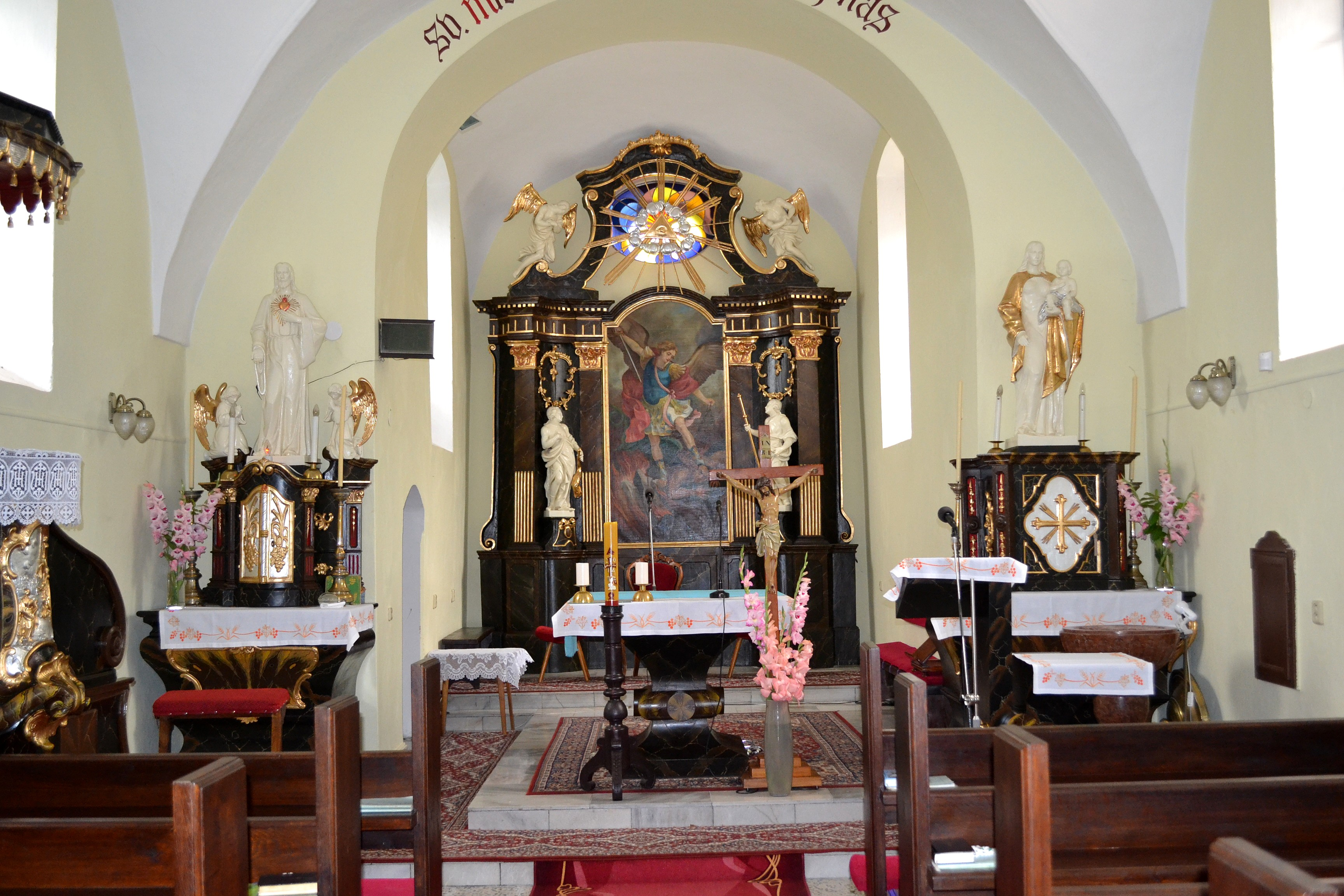
Hlavní oltář kostela